# 聖隷浜松病院
社会福祉法人聖隷福祉事業団総合病院聖隷浜松病院（しゃかいふくしほうじんせいれいふくしじぎょうだんそうごうびょういんせいれいはままつびょういん）は、浜松市中央区にある民間の病院である。3次救急指定病院。

## 特徴
- 1959年（昭和34年）に開院。浜松医科大学医学部附属病院、浜松医療センター、聖隷三方原病院と並ぶ、遠州地方（静岡県西部）における中核医療機関のひとつとなっている。
- 周産期医療に力を入れており、全国で7番目に総合周産期母子医療センターの指定を受けたほか、新生児救急車も保有する。
- 工場の多い土地柄から指などをケガする患者が多く、「手の外科」でも知られ、ハンドセラピー専門の作業療法士もいる。
- サッカーJリーグジュビロ磐田のチームドクターや医療サポートは聖隷浜松病院との業務提携で行われている。
- 2011年（平成23年）11月に国際的な医療施設認証機関であるJCI(Joint Commission International)の認証を取得した。本施設の認証は国内の病院では5番目、関東地区以外では初。
- 静岡県災害拠点病院（地域災害拠点病院）に指定されている[1]。

## 沿革
- 1959年（昭和34年） - 「聖隷浜松診療所」として発足
- 1962年（昭和37年） - 『聖隷浜松病院』開設、1号館完成
- 1965年（昭和40年） - 頭部冷却救急車を設置、脳神経外科センター（2号館）完成
- 1966年（昭和41年） - 小児更生医療機関に指定される
- 1968年（昭和43年） - ガンセンター棟（3号館）完成
- 1969年（昭和44年） - 第一種助産施設として認可される、総合病院として認可される
- 1970年（昭和45年） - リハビリテーションセンター完成
- 1975年（昭和50年） - 聖隷浜松病院付属診療所聖隷健康診断センター完成
- 1977年（昭和52年） - 新生児未熟児センター（4号館）を開設、透析ベッド完成、新生児救急車導入
- 1980年（昭和55年） - 臨床研修医指定病院となる
- 1982年（昭和57年） - 新1号館完成
- 1986年（昭和61年） - ドクターズカー・モービルCCU導入
- 1987年（昭和62年） - 訪問看護室設置、第2期病院建築工事完成
- 1988年（昭和63年） - 入院給食における選択メニューの開始
- 1994年（平成6年）  - 地域医療連絡室（JUNC）開設
- 1996年（平成8年） - エイズ拠点病院として承認を受ける
- 1997年（平成9年） - （財）日本医療機能評価機構の認定を受ける
- 1998年（平成10年） - 総合周産期母子医療センターに指定される
- 2001年（平成13年） - 第3期病院建築工事完了、救急センター開設
- 2004年（平成16年） - 地域医療支援病院に承認される
- 2005年（平成17年） - 地域がん診療拠点病院（現：地域がん診療連携拠点病院）に指定される
- 2006年（平成18年） - 聖隷PETセンター開設
- 2010年（平成22年） - 救命救急センターに指定される。国内初となる次世代3テスラMRIを導入。
- 2011年（平成23年） - JCIの認証を習得
- 2018年（平成30年） - 地域災害拠点病院に指定

## 診療科

### 内科系
- 総合診療内科
- 呼吸器内科・呼吸器科
- 消化器内科・肝臓内科
- 膠原病リウマチ内科
- 腎臓内科
- 内分泌内科
- 血液内科
- 神経内科
- 循環器科・不整脈科
- 小児科
- 小児循環器科
- 小児神経科
- 新生児科
- 精神科

### 外科学
- 外科
- 上部消化管外科
- 胆・肝・膵外科
- 大腸肛門科
- 乳腺科
- 呼吸器外科
- 心臓血管外科
- 脳神経外科
- 脳腫瘍科
- てんかん科
- 小児外科
- 産科・周産期科
- 婦人科
- 不妊内分泌科
- 整形外科
- 骨・関節外科
- スポーツ整形外科
- 足の外科
- せぼねセンター
- 骨軟部腫瘍外科
- 手外科・マイクロサージャリ―センター
- 形成外科
- 泌尿器科
- 耳鼻咽喉科
- 眼科
- 眼形成眼窩外科
- 皮膚科

### 内科・外科以外
- 救急科
- 腫瘍放射線科
- 緩和医療科
- リハビリテーション科
- 口腔外科
- 矯正歯科
- 総合歯科
- 脳卒中科
- 放射線科・IVR科
- 麻酔科
- 臨床検査科
- 病理診断科・細胞診断科

### センター部門
- 救命救急センター
- 総合周産期母子医療センター
- 脳卒中センター
- てんかんセンター
- 腎センター
- 循環器センター
- 頭頸部・眼窩顎顔面治療センター
- 臨床遺伝センター
- がん診療支援センター
- 臨床研究管理センター
- 聖隷PETセンター

## 医療機関の指定等
- 救命救急センター
- 総合周産期母子医療センター
- 保険医療機関
- 労災保険指定取扱機関
- エイズ治療拠点病院
- 結核予防法指定医療機関
- 生活保護法指定医療機関
- 被爆者一般疾病医療機関
- 指定自立支援医療機関（育成医療・更生医療・精神通院医療）
- 母子保健法指定養育医療機関
- 小児慢性医療指定医療機関
- 特定疾患治療取扱病院
- 臨床研修管理指定病院（基幹型）
- 精神保健福祉法指定医療機関
- 臓器移植推進協力病院
- 開放型病院
- 地域がん診療連携拠点病院
- 地域医療支援病院
- 治験拠点医療機関
- 地域肝疾患診療連携拠点病院
- 公益財団法人日本医療機能評価機構認定病院[2]

## 関連施設
- 聖隷健康診断センター

## アクセス
最寄りバス停はせいれい病院。浜松駅バスターミナルから来る場合は、14番のりばのバスはすべてせいれい病院バス停に停車する。
| のりば              | 路線名             | 系統 | 主要経由地                                                           | 主な行先   |
| ------------------- | ------------------ | ---- | -------------------------------------------------------------------- | ---------- |
| 病院前              | 鶴見富塚じゅんかん | 8    | 常楽寺・市役所前・伝馬町                                             | 浜松駅     |
| 病院前              | 和合西山線         | 58   | 常楽寺・市役所前・伝馬町                                             | 浜松駅     |
| 病院前              | 泉高丘線           | 51   | 常楽寺・市役所前・伝馬町                                             | 浜松駅     |
| NTT西日本住吉ビル前 | 泉高丘線           | 51   | 浜松リハビリ病院・遠鉄ストアフードワン泉店・本田技研・三方原西       | 姫街道車庫 |
| NTT西日本住吉ビル前 | 鶴見富塚じゅんかん | 8    | 富塚・パークタウン・富塚車庫・医療センター・鹿谷町・市役所南・尾張町 | 浜松駅     |
| NTT西日本住吉ビル前 | 和合西山線         | 58   | オートレース場・浜松基地                                             | 西山       |

これ以外にも50 山の手医大線のせいれい病院入口バス停、40 気賀三ヶ日線等の和地山上バス停がある。
自家用車の場合、東名高速道路浜松西ICより車で約20分。浜松ICより車で約30分。

## テレビ番組
- 日経スペシャル カンブリア宮殿 「崩壊する"救急医療" ～カリスマ病院が語る救急医療改革～」（2008年5月12日、テレビ東京）- 出演：院長 堺常雄[3]。

## 書籍

### 関連書籍
- 『病院経営のイノベーション』（編著:堺常雄 高橋淑郎）（2013年8月1日、建帛社）ISBN 9784767980133